# Scopula fuscescens
Scopula fuscescens är en fjärilsart som beskrevs av W. Warren 1897. Scopula fuscescens ingår i släktet Scopula och familjen mätare. Inga underarter finns listade.